# Koji Sasaki
Pour les articles homonymes, voir Sasaki.
Koji Sasaki (佐々木 康治, Sasaki Koji, né le 30 janvier 1936) est un footballeur japonais.